# 愛情世界新歌精選
愛情世界新歌精選是歌手于冠華的流行音樂精選輯，於1995年10月1日正式發行。

## 曲目
1. 生日願望
2. 謝謝'再聯絡
3. 有妳的地方
4. 永誌不變
5. 一生牽掛
6. 無名英雄
7. 現在到永遠
8. 學會無情
9. 我淋過雨
10. 愛情囚犯
11. 為自己活
12. 兵變
13. 末班列車
14. 生命中的感動